# Washington Capitals

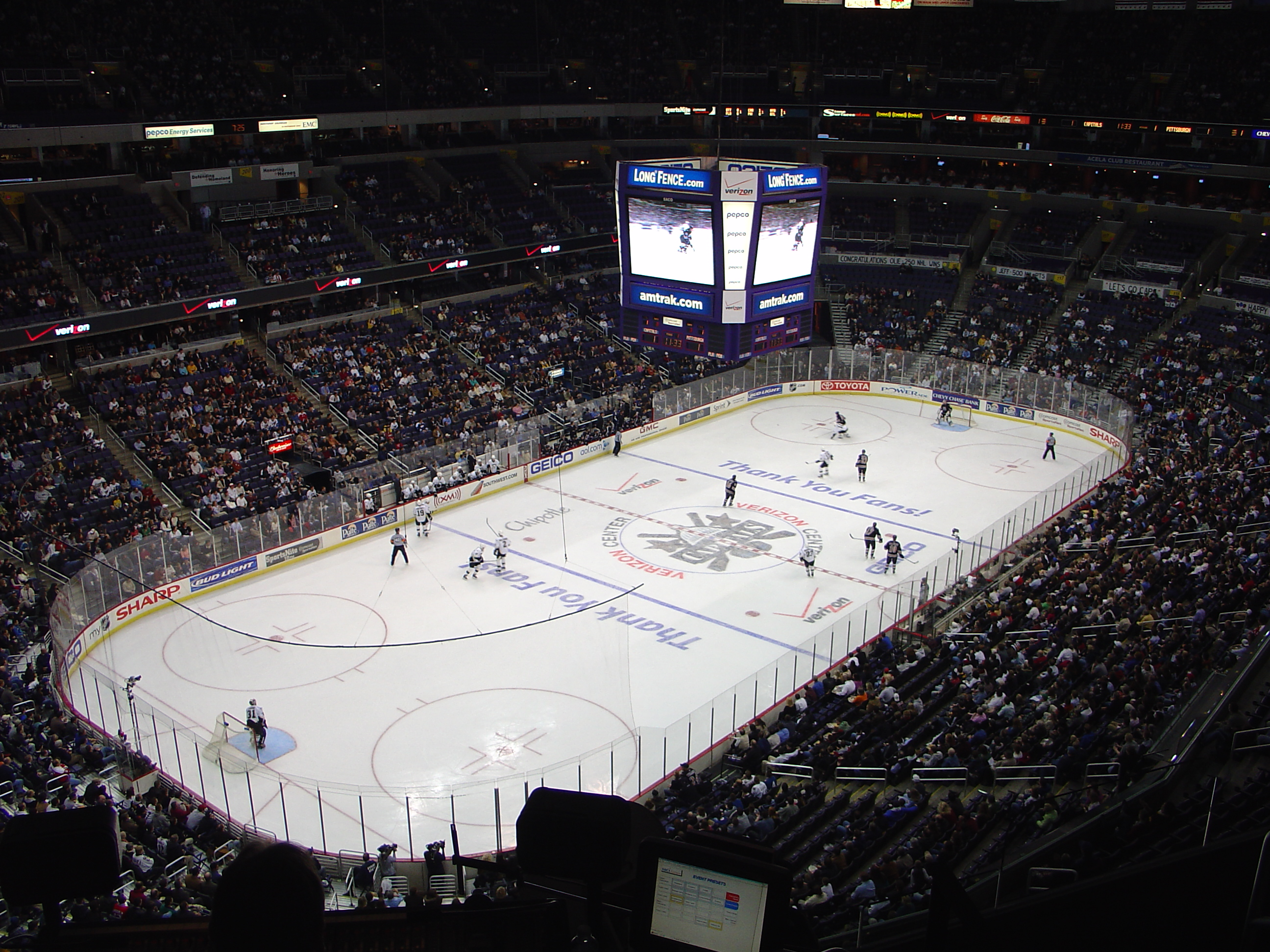
Het Capital One Arena

De Washington Capitals is een ijshockeyteam uit de National Hockey League. De franchise speelt in het Capital One Arena in Washington D.C. en is actief vanaf 1974.

## Geschiedenis

### Eerste jaren
In 1974 werd de National Hockey League uitgebreid met de Kansas City Scouts en de Washington Capitals. De World Hockey Association was op dat moment op haar hoogtepunt, waardoor de NHL wel moest uitbreiden om de concurrentie aan te gaan. Maar tegelijkertijd betekende het ook dat de aanwas van talenten bijzonder schaars was, aangezien er veel grote ijshockeyteams waren. De al bestaande teams hadden hier niet veel last van, zij hadden immers al (goede) spelers, maar nieuwe teams als de Capitals en de Scouts moesten hun franchise vanaf de grond opbouwen. In het eerste jaar werden 67 van de 80 wedstrijden verloren. Tot 1982 bleven de Caps slecht presteren en de NHL vroeg zich af of het team wel in Washington, D.C., moest blijven. In 1983 werden voor het eerst de play-offs gehaald, waarna de Capitals zich zouden blijven plaatsen tot en met 1996, maar alle keren eindigden de play-offs in een nachtmerrie. Vooral de play-off wedstrijd tegen de New York Islanders in 1987 was memorabel: de beslissende zevende wedstrijd duurde tot de vijfde verlenging voordat er een team kon scoren. De Islanders wonnen deze wedstrijd de dag nadat de wedstrijd was begonnen.

### Laatste jaren
Begin jaren negentig was een verlenging van eind jaren tachtig: de play-offs werden ieder jaar gehaald, maar zonder groot succes. De Caps hadden talenten als Peter Bondra en Sergei Gonchar, maar het duurde tot in 1997 voordat het team begon te draaien. Dankzij topscorer Bondra en goalie Olaf Kolzig werden de Stanley Cup finales gehaald, maar die werden kansloos met 4-0 verloren van de Detroit Red Wings. Het jaar daarna werden de play-offs niet gehaald, waarna twee jaar achter elkaar in de eerste ronde werd verloren van de Pittsburgh Penguins. Superster Jaromir Jagr werd in 2001 gehaald van de Penguins, evenals Robert Lang een jaar later, maar tot grote successen leidde het niet, waardoor Jagr en Lang twee jaar later alweer waren vertrokken. Washington drafte in 2004 Alexander Ovechkin en Jeff Halpern werd aanvoerder, maar weer werden de play-offs niet gehaald. Halpern verliet gedesillusioneerd zijn jeugdliefde Washington in 2006, waarna de Capitals Richard Zednik weer terughaalden.
Op 23 mei 2018 bereikte de club de finale van het Stanley Cuptoernooi. De Washington Capitals werden kampioen van de Eastern Conference door het zevende duel met 4-0 te winnen van Tampa Bay Lightning. De finale werd gewonnen van de Vegas Golden Knights.

## Prijzen
- Stanley Cup - 2018
- Prince of Wales Trophy - 1998, 2018
- Presidents' Trophy - 2010, 2016, 2017

## Play-off optreden
- 2018 - Winnaar Stanley Cup (Vegas Golden Knights)
- 2016 - Tweede ronde (Pittsburgh Penguins)
- 2015 - Tweede ronde (New York Rangers)
- 2014 - play-offs niet gehaald
- 2013 - Eerste ronde (New York Rangers)
- 2012 - Tweede ronde (New York Rangers)
- 2011 - Tweede ronde ( Tampa Bay Lightning)
- 2010 - Eerste ronde (Montreal Canadiens)
- 2009 - Tweede ronde (Pittsburgh Penguins)
- 2008 - Eerste ronde (Philadelphia Flyers)
- 2007 - play-offs niet gehaald
- 2006 - play-offs niet gehaald
- 2004 - play-offs niet gehaald
- 2003 - Eerste ronde (Tampa Bay Lightning)
- 2002 - play-offs niet gehaald
- 2001 - Eerste ronde (Pittsburgh Penguins)
- 2000 - Eerste ronde (Pittsburgh Penguins)
- 1999 - play-offs niet gehaald
- 1998 - Finale (Detroit Red Wings)
- 1997 - play-offs niet gehaald
- 1996 - Eerste ronde (Pittsburgh Penguins)
- 1995 - Eerste ronde (Pittsburgh Penguins)

## Spelers

### Huidige selectie
Bijgewerkt tot 15 oktober 2021 
| #  | Naam                | Nationaliteit    | Pos. |
| -- | ------------------- | ---------------- | ---- |
| 19 | Nicklas Backstrom   | Zweden           | C    |
| 26 | Nic Dowd            | Verenigde Staten | C    |
| 20 | Lars Eller          | Denemarken       | C    |
| 62 | Carl Hagelin        | Zweden           | LW   |
| 21 | Garnet Hathaway     | Verenigde Staten | RW   |
| 92 | Evgeny Kuznetsov    | Rusland          | C    |
| 29 | Hendrix Lapierre    | Canada           | C    |
| 39 | Anthony Mantha      | Canada           | RW   |
| 24 | Connor McMichael    | Canada           | C    |
| 77 | T.J. Oshie          | Verenigde Staten | RW   |
| 8  | Alexander Ovechkin  | Rusland          | LW   |
| 73 | Conor Sheary        | Verenigde Staten | LW   |
| 10 | Daniel Sprong       | Nederland        | RW   |
| 43 | Tom Wilson          | Canada           | RW   |
| 74 | John Carlson        | Canada           | D    |
| 27 | Dennis Cholowski    | Canada           | D    |
| 42 | Martin Fehervary    | Slowakije        | D    |
| 52 | Matt Irwin          | Canada           | D    |
| 3  | Nick Jensen         | Verenigde Staten | D    |
| 9  | Dmitry Orlov        | Rusland          | D    |
| 2  | Justin Schultz      | Canada           | D    |
| 57 | Trevor van Riemsdyk | Verenigde Staten | D    |
| 30 | Ilya Samsonov       | Rusland          | GK   |
| 41 | Vitek Vanecek       | Tsjechië         | GK   |

### Bekende (ex-)spelers
- Alexander Ovechkin
- Jaromir Jagr
- Peter Bondra
- Jeff Halpern
- Robert Lang
- Richard Zednik
- Sergei Gonchar
- Daniel Sprong

### Teruggetrokken nummers
- 5 - Rod Langway (1982-93)
- 7 - Yvon Labre (1974-81)
- 11 - Mike Gartner (1979–1989)
- 32 - Dale Hunter (1987-99)
- 99 - Wayne Gretzky (verboden te dragen in de gehele NHL)